# Synopeas howardii
Synopeas howardii är en stekelart som först beskrevs av William Harris Ashmead 1888.  Synopeas howardii ingår i släktet Synopeas och familjen gallmyggesteklar. Inga underarter finns listade i Catalogue of Life.